# Popotita
Popotita är en ort i Mexiko.   Den ligger i kommunen Mezquitic och delstaten Jalisco, i den centrala delen av landet, 600 km nordväst om huvudstaden Mexico City. Popotita ligger 1 587 meter över havet och antalet invånare är 145.
Terrängen runt Popotita är bergig åt sydost, men åt nordväst är den kuperad. Runt Popotita är det mycket glesbefolkat, med 4 invånare per kvadratkilometer. Närmaste större samhälle är San Miguel, 4,2 km nordväst om Popotita. I omgivningarna runt Popotita växer huvudsakligen savannskog.